# Sabine Krüger (Historikerin)
Sabine Krüger (* 15. Mai 1920 in Frankfurt (Oder); † 1. April 2019) war eine deutsche Historikerin und Philologin in mittelalterlicher Geschichte.

## Leben
Nach einem Studium der Geschichte und germanischen Philologie an den Universitäten in Freiburg und Berlin wurde Sabine Krüger im August 1945 an der Universität Göttingen mit einer Untersuchung zur sächsischen Grafschaftsverfassung im 9. Jahrhundert promoviert. Sie arbeitete zunächst für die Göttinger Akademie der Wissenschaften und dann von Göttingen aus für die Münchener Monumenta Germaniae Historica. Sie war seit 1956 wissenschaftliche Mitarbeiterin bei Hermann Heimpel und seit 1966 Hauptreferentin auf dem Gebiet der Mediävistik am Max-Planck-Institut für Geschichte in Göttingen. Ihr Hauptarbeitsgebiet war die Edition der Schriften Konrads von Megenberg.
Die Journalistin Brigitte Krüger war ihre ältere Schwester, der Bonner Romanist Franz Lebsanft ist von daher ein Neffe von Sabine Krüger.

## Schriften (Auswahl)
- Staatsschriften des späteren Mittelalters 2,4: Die Werke des Konrad von Megenberg. Teil 4: Monastik (Monastica). Herausgegeben von Sabine Krüger = Staatsschriften des späteren Mittelalters 2,4: Stuttgart 1941 (Monumenta Germaniae Historica, Digitalisat).
- Staatsschriften des späteren Mittelalters 3,1: Die Werke des Konrad von Megenberg (Fortsetzung) Ökonomik (Yconomica). Teil 1. Herausgegeben von Sabine Krüger. Stuttgart 1973 (Monumenta Germaniae Historica, Digitalisat).
- Staatsschriften des späteren Mittelalters 3,2: Die Werke des Konrad von Megenberg (Fortsetzung) Ökonomik (Yconomica). Teil 2. Herausgegeben von Sabine Krüger. Stuttgart 1977 (Monumenta Germaniae Historica, Digitalisat).
- Staatsschriften des späteren Mittelalters 3,3: Die Werke des Konrad von Megenberg (Fortsetzung) Ökonomik (Yconomica). Teil 3. Herausgegeben von Sabine Krüger. Stuttgart 1984 (Monumenta Germaniae Historica, Digitalisat).
- Studien zur sächsischen Grafschaftsverfassung im 9. Jahrhundert (= Studien und Vorarbeiten zum Historischen Atlas Niedersachsens. Heft 19; = Veröffentlichungen der Historischen Kommission für Niedersachsen und Bremen. Band 2). Vandenhoeck & Ruprecht, Göttingen 1950 (zugleich: Dissertation, Göttingen, Universität).
- Untersuchungen zum sogenannten Liber privilegiorum des Lupold von Bebenburg. In: Deutsches Archiv für Erforschung des Mittelalters. Band 10, 1953/1954, S. 96–131.
- Zum Verständnis der Oeconomica Konrads von Megenberg. Griechische Ursprünge der spätmittelalterlichen Lehre vom Hause. In: Deutsches Archiv für Erforschung des Mittelalters. Jahrgang 20, 1964, S. 475–561.
- Krise der Zeit als Ursache der Pest? Der Traktat „De mortalitate in Alemannia“ des Konrad von Megenberg. In: Festschrift für Hermann Heimpel zum 70. Geburtstag (= Veröffentlichungen des Max-Planck-Instituts für Geschichte. Band 36/2). Vandenhoeck & Ruprecht, Göttingen 1972, S. 839–883 (mit Edition des Textes).
- (Hrsg.) Hermann Heimpel: Aspekte. Alte und neue Texte. Wallstein, Göttingen 1995, ISBN 3-89244-095-6.